# Внутренняя область
Внутренняя область (малайск. Bahagian Pedalaman) — одна из областей в составе малайзийского штата Сабах на острове Калимантан.

## География
Область расположена в юго-западной части штата, и занимает 18 298 км², что составляет 24,9 % территории штата.

## Население
Согласно данным малайзийского департамента статистики, в 2006 году во Внутренней области проживало 420 800 человек, что составляло примерно 14,7 % населения штата Сабах.

## Административное деление

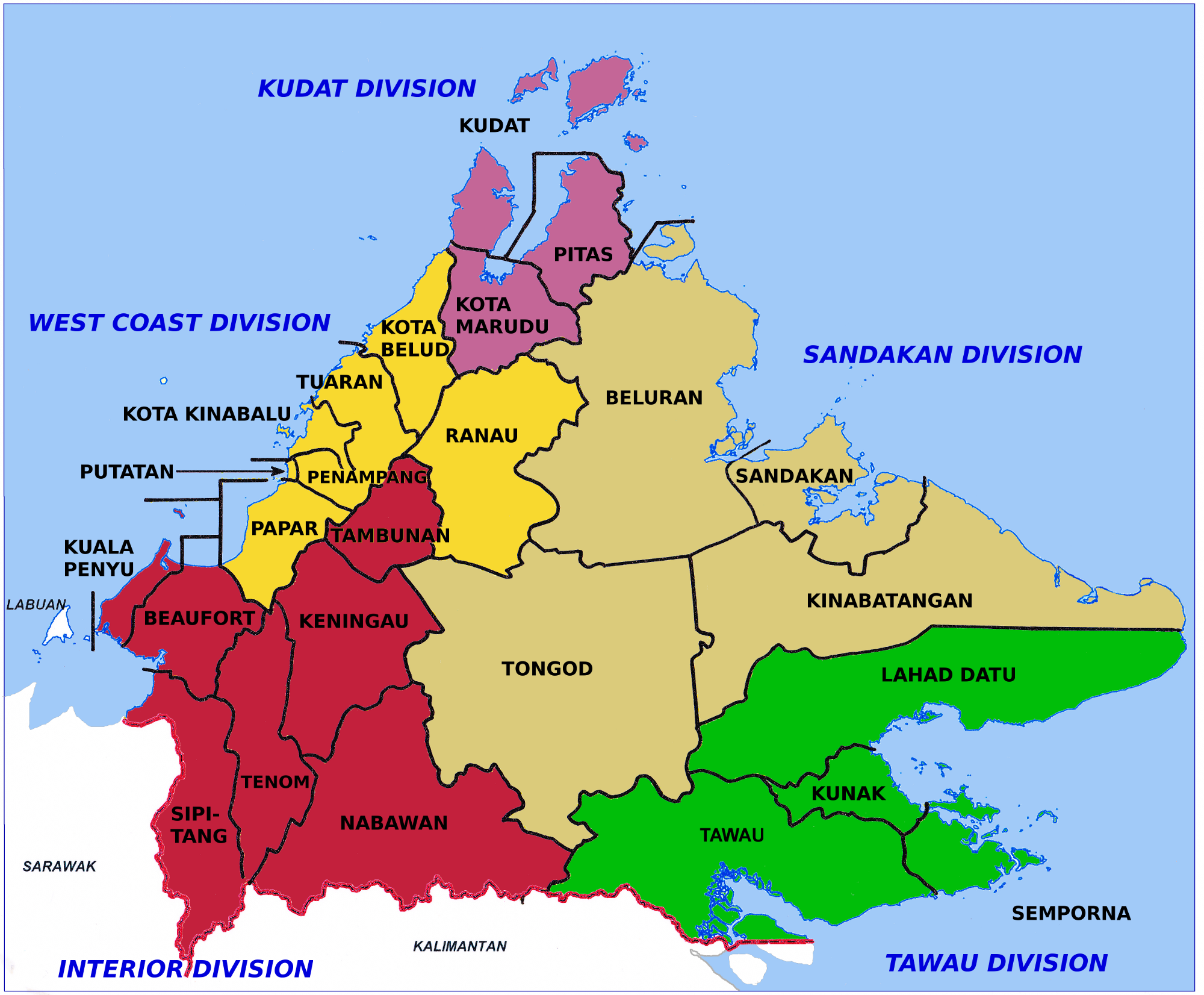
Округа Сабаха. Внутренняя область выделена красным цветом

Внутренняя область делится на семь округов:
- Бофорт
- Набаван
- Кенингау
- Куала-Пенью
- Сипитанг
- Тамбунан
- Теном

## Транспорт
Единственный контакт с внешним миром — взлётно-посадочная полоса в Лонг-Пасии в южной части области на границе с Индонезией.